# Bandiera sinistra di nuova Barag
La bandiera sinistra di nuova Barag (新巴尔虎左旗S, Xīn Bā'ěrhǔ ZuǒqíP) è una bandiera della Mongolia Interna, regione autonoma della Cina. Essa è amministrata dalla prefettura di Hulunbuir.